# Kazimierz Pułaski
Kazimierz Pułaski (Varsavia, marzo 1745 – Thunderbolt, 11 ottobre 1779) è stato un generale polacco.

## Biografia
Figlio del celebre giurista Józef Pułaski, divenne presto generale della Confederazione di Bar. Dopo aver combattuto in Russia, nella Grande Polonia e a Częstochowa, nel 1772 fuggì in Turchia e di qui si trasferì nel 1777 negli Stati Uniti d'America.
Qui fu comandante generale della cavalleria e venne ucciso a Thunderbolt. In America è stato istituito in sua memoria il giorno di Casimir Pułaski.
Nel 1996 il suo corpo è stato riesumato a scopo di studio. Sulla base di quanto rivelato dall'esame antropometrico delle sue ossa, è stata avanzata l'ipotesi che da un punto di vista biologico il generale Pułaski fosse in realtà una donna o una persona intersessuale.